# كيسيلدورف
كيسيلدورف (بالفرنسية: Kesseldorf)‏ هي بلدية تقع في إقليم الراين الأسفل من منطقة ألزاس في شمال شرق فرنسا. تبلغ مساحة هذه المدينة 7.26 (كم²)، يبلغ عدد سكانها 407 نسمة حسب إحصاء المعهد الوطني للإحصاء والدراسات الاقتصادية سنة 2009 م. وترأس Guy Callegher البلدية خلال فترة (2001 - 2008).

## وصلات خارجية
- صفحة البلدية على موقع المعهد الوطني للإحصاء والدراسات الاقتصادية (بالفرنسية)